# デンバー国際空港
デンバー国際空港（デンバーこくさいくうこう、英: Denver International Airport）は、アメリカ合衆国のコロラド州デンバーにある国際空港である。ダウンタウンから37km北東に立地している。全米最大の空港面積を誇り、ユナイテッド航空とフロンティア航空のハブ空港である。2023年に7780万人が利用し、世界で6番目に利用された空港である。

## 概要
デンバー国際空港は当時のデンバー市長だったフェデリコ・F・ペーニャ（後にビル・クリントン政権の運輸長官）が中心となって計画が推進された。1995年に開港し、ステープルトン国際空港を置き換えた。当時はアメリカ合衆国で最も先進的な空港であった。敷地面積13570 ヘクタール(33531エーカー)は、ダラス・フォートワース国際空港6936ヘクタール、17207エーカー)の約2倍であり、商用空港としてはアメリカ最大である。滑走路は必要に応じてあと6本、最大12本まで設置できるように設計されている。
基礎的なレイアウトは、出発と到着がターミナルの異なる階層にあること以外は、アトランタ国際空港に非常に構造が似ている。交差しない6本の滑走路を持つため、2機同時に離着陸する光景が見られる。最も長い滑走路は4,877メートル（16,000フィート）あり、乗客、燃料及び積荷を満載したジャンボ機が空気の密度が薄くなる夏季でも離陸できるようになっている。
当初の開港予定日は1993年10月31日であったが、自動手荷物処理システムの開発遅延などによる4回の延期の後、1995年2月28日に開港となった。この遅延などにより、当初17億ドルと見積もられていた建設費は45億ドルにもなった。
最近のデンバー空港に寄せられる主な苦情は、広大な敷地を確保するためにデンバー中心部から離れてしまったこと、さらに、高額な建設費を償還するために航空会社に高い着陸料を課すことによって、デンバー空港を発着する便はチケットが非常に高額になることが挙げられる。

## ターミナル

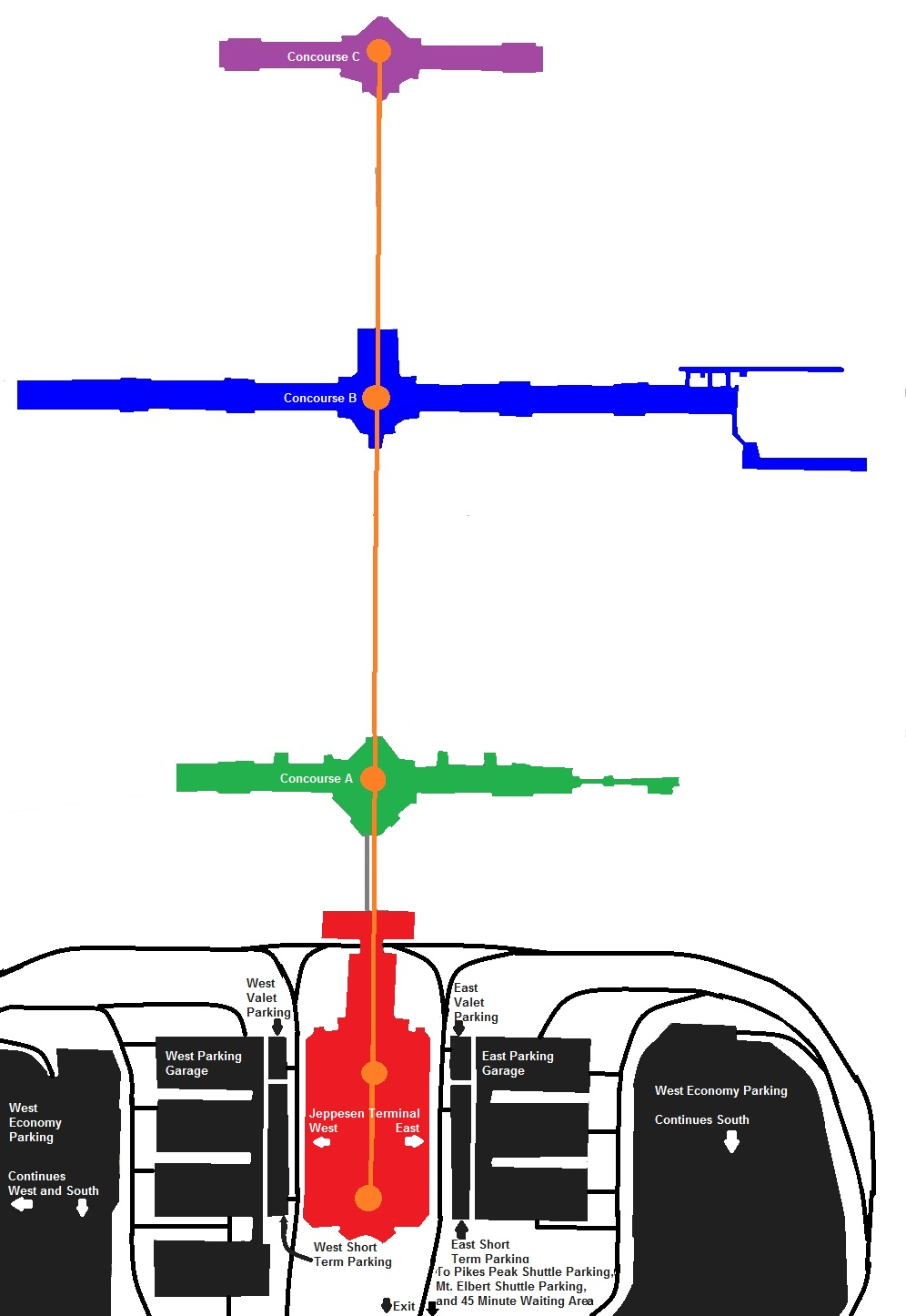
ターミナル レイアウト

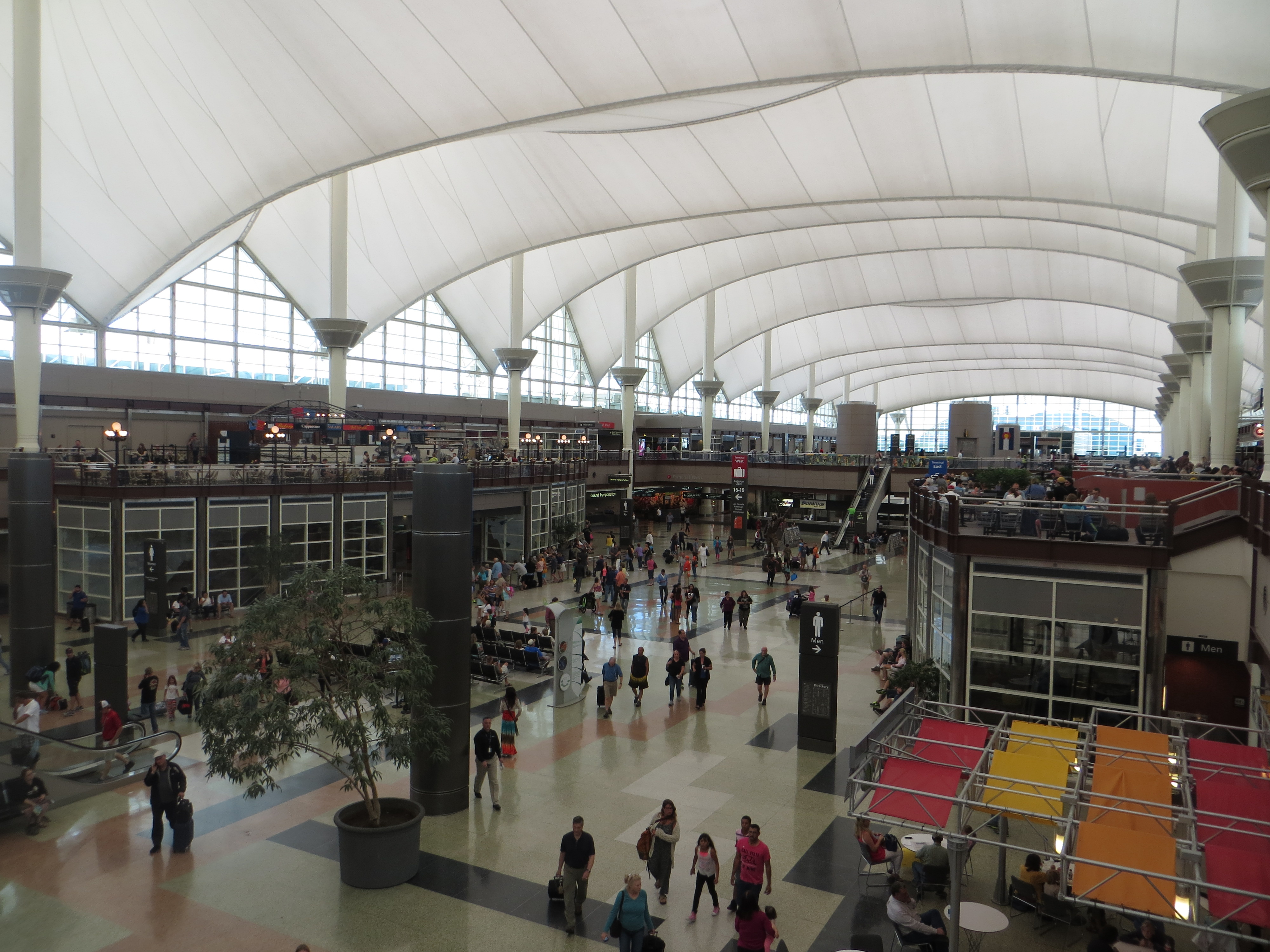
ターミナル内部

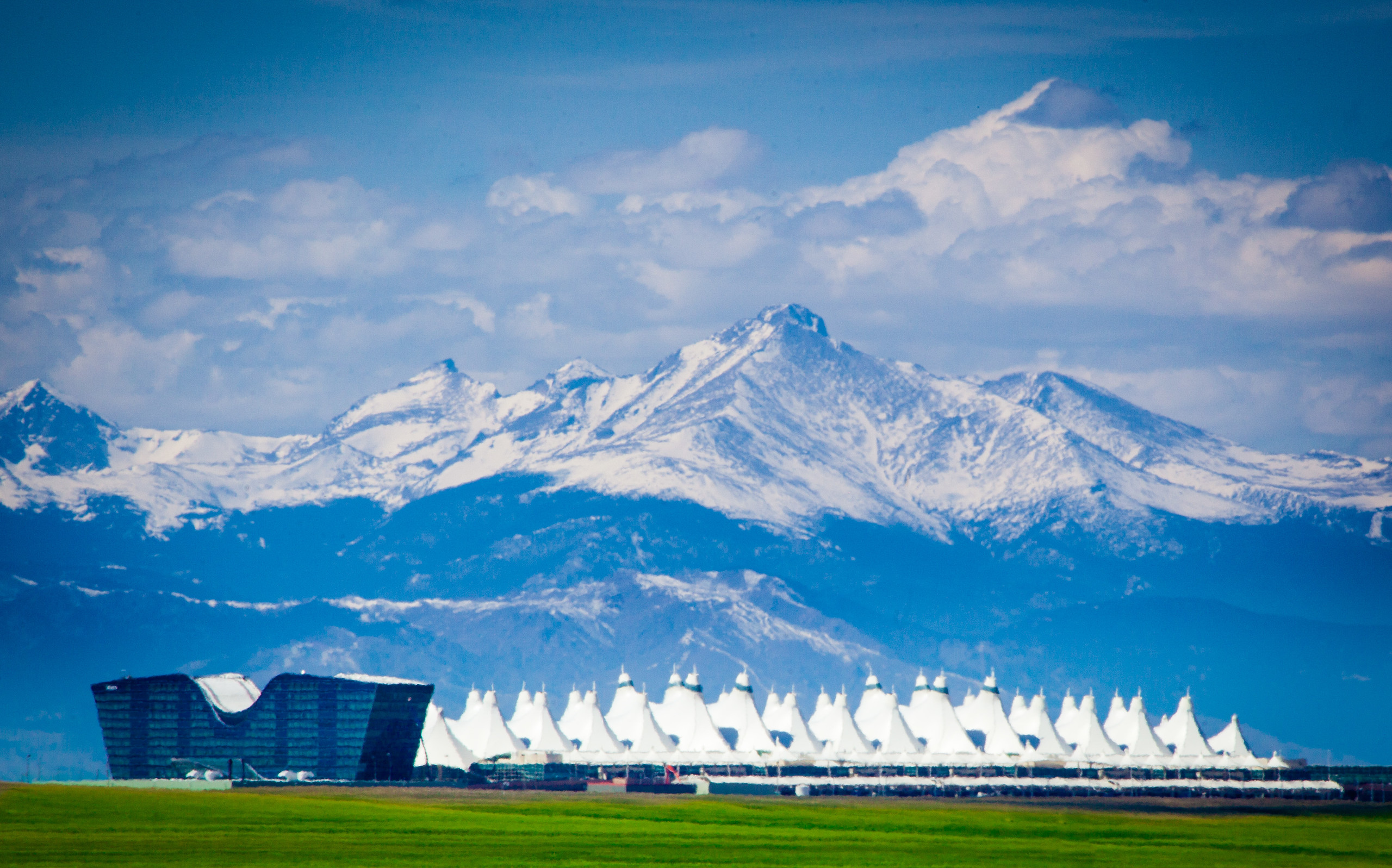
ロッキー山脈

空港ターミナルと、3棟の独立したコンコース(A,B,C)で構成する。出入国のCIQ施設や航空会社のチェックインカウンターなどはほとんどターミナル側に集中して設置されており、ターミナルとコンコースは地下式の新交通システム（Automated Guideway Transit System）によって結ばれている。基本的には出発は6階、到着は5階に配置されている。コンコースAのみターミナル6階と歩道橋でも結ばれており、歩道橋下は小型ジェット旅客機は通過できるように設計されている。
ターミナルの屋根は布地でアメリカ先住民の住居ティピーから発想を得たものである。ロッキー山脈をイメージして配置が決定された。

## 主な就航路線
| 航空会社                     | 就航地 |
| ---------------------------- | --- |
| ユナイテッド航空             | クリーブランド、ヒューストン、ニューアーク、シカゴ/ORD、シカゴ/MDW、フォートローダーデール、ラスベガス、マイアミ、オンタリオ、オーランド、フェニックス、リノ/タホ、タンパ、アルバカーキ、アンカレッジ、アスペン、アトランタ、オースチン、ボルチモア、ビリングス、ボイシ、ボストン、シャーロット、コロラドスプリングス、コロンバス、ダラス/フォートワース、デモイン、デトロイト、デュランゴ、イーグル、ヘイデン/スティームボートスプリングス、ホノルル、インディアナポリス、ジャクソンホール、カンザスシティ、ロサンゼルス/LAX、ロサンゼルス/サンタアナ、マイアミ、ミネアポリス=セントポール、ニューヨーク/LGA、ニューオーリンズ、オークランド、オクラホマシティ、オマハ、フィラデルフィア、ピッツバーグ、ポートランド、ローリー/ダーラム、サクラメント、ソルトレイクシティ、サンアントニオ、サンディエゴ、サンフランシスコ、サンノゼ、シアトル、スーフォールズ、スポケーン、セントルイス、ツーソン、タルサ、ワシントン/ダレス、ワシントン/ナショナル、ウィチタ - 国際線トロント、バンクーバー、カルガリー、フランクフルト、ロンドン/LHR、メキシコシティ、ソウル/仁川、東京/成田、カンクン、プエルトバヤルタ、ロスカボス、コスメル |
| ユナイテッド・エクスプレス   | アスペン、アトランタ、ケープコッド、シーダー・ラピッズ、シャーロット、デモイン、デュランゴ、イーグル、ファーゴ、グランドジャンクション、ガニソン、ヘイデン/スティームボートスプリングス、ジャクソンホール、ナッシュビル、ラピッドシティ、スーフォールズ、ダラス/フォートワース、トロント、アルバカーキ、オースチン、フェイエットビル、バーミングハム(AL)、ビリングス、ビスマーク、ボイシ、ボーズマン、ロサンゼルス/バーバンク、カルガリー、キャスパー、シカゴ/RFD、コロラドスプリングス、コロンバス、デトロイト、デュランゴ、エドモントン、エルパソ、ユージーン、フレズノ、グランドジャンクション、ヒューストン、アイダホフォールズ、インディアナポリス、ノックスビル、メドフォード、メンフィス、ミネアポリス=セントポール、ミズーラ、モーリン、モントローズ、オクラホマシティ、パームスプリングス、パスコ、ラピッドシティ、ソルトレイクシティ、サンアントニオ、サンタバーバラ、スプリングフィールド、セントルイス、ツーソン、タルサ、ウィチタ、ウィニペグ |
| フロンティア航空             | アクロン、アルバカーキ、アンカレッジ、アトランタ、オースチン、ボルチモア、ボイシ、シカゴ/MDW、ダラス/フォートワース、デトロイト、エルパソ、フォートローダーデール、フォートマイヤーズ、ヒューストン、インディアナポリス、カンザスシティ、ラスベガス、ロサンゼルス/LAX、ロサンゼルス/バーバンク、ロサンゼルス/サンタアナ、ミルウォーキー、ミネアポリス=セントポール、ナッシュビル、ニューオーリンズ、ニューヨーク/LGA、オクラホマシティ、オマハ、オーランド、フィラデルフィア、フェニックス、ポートランド、リノ/タホ、サクラメント、ソルトレイクシティ、サンアントニオ、サンディエゴ、サンフランシスコ、サンノゼ、セントルイス、シアトル、タンパ、ツーソン、ワシントン/ナショナル、マサトラン、コスメル、アカプルコ、カンクン、ロスカボス、プエルトバヤルタ、 |
| サウスウエスト航空           | ダラス/ラブ、ロサンゼルス/バーバンク、オーランド、オースチン、クリーブランド、ヒューストン、シカゴ/ORD、シカゴ/MDW、フォートローダーデール、ラスベガス、マイアミ、オンタリオ、フェニックス、リノ/タホ、タンパ、アルバカーキ、アトランタ、オースチン、ボルチモア、ボイシ、ボストン、シャーロット、コロラドスプリングス、コロンバス、デモイン、デトロイト、ヒューストン、インディアナポリス、カンザスシティ、ロサンゼルス/LAX、ロサンゼルス/サンタアナ、マイアミ、ミネアポリス=セントポール、ナッシュビル、ニューアーク、ニューヨーク/LGA、ニューオーリンズ、オークランド、オクラホマシティ、オマハ、フィラデルフィア、ピッツバーグ、ポートランド、ローリー/ダーラム、サクラメント、ソルトレイクシティ、サンアントニオ、サンディエゴ、サンフランシスコ、サンノゼ、シアトル、スポケーン、セントルイス、ツーソン、タルサ、ワシントン/ダレス、ワシントン/ナショナル、ウィチタ、カンクン |
| アメリカン航空               | ダラス/フォートワース、ロサンゼルス/LAX、マイアミ、シャーロット、フィラデルフィア、ピッツバーグ、ラスベガス、フェニックス、シカゴ/ORD |
| アメリカン・イーグル         | セントルイス |
| デルタ航空                   | アトランタ、デトロイト、ミネアポリス=セントポール、シンシナティ、ソルトレイクシティ |
| デルタ・コネクション         | ロサンゼルス/LAX、シアトル |
| スピリット航空               | フォートローダーデール、オーランド、マイアミ、アトランタ、ヒューストン、シカゴ/ORD |
| アラスカ航空                 | アンカレッジ、ポートランド、シアトル |
| ジェットブルー航空           | ボストン、ニューヨーク/JFK |
| サンカントリー航空           | ミネアポリス=セントポール |
| アレジアント航空             | シンシナティ |
| エア・カナダ                 | モントリオール、トロント、バンクーバー |
| ウエストジェット航空         | カルガリー |
| アエロメヒコ航空             | メキシコシティ |
| ボラリス                     | メキシコシティ、グアダラハラ |
| コパ航空                     | パナマシティ |
| ケイマン航空                 | グランドケイマン |
| ブリティッシュ・エアウェイズ | ロンドン/LHR |
| ルフトハンザドイツ航空       | フランクフルト、ミュンヘン |
| エールフランス               | パリ |
| エーデルワイス航空           | チューリッヒ |
| アイスランド航空             | レイキャビク |

## 空港アクセス

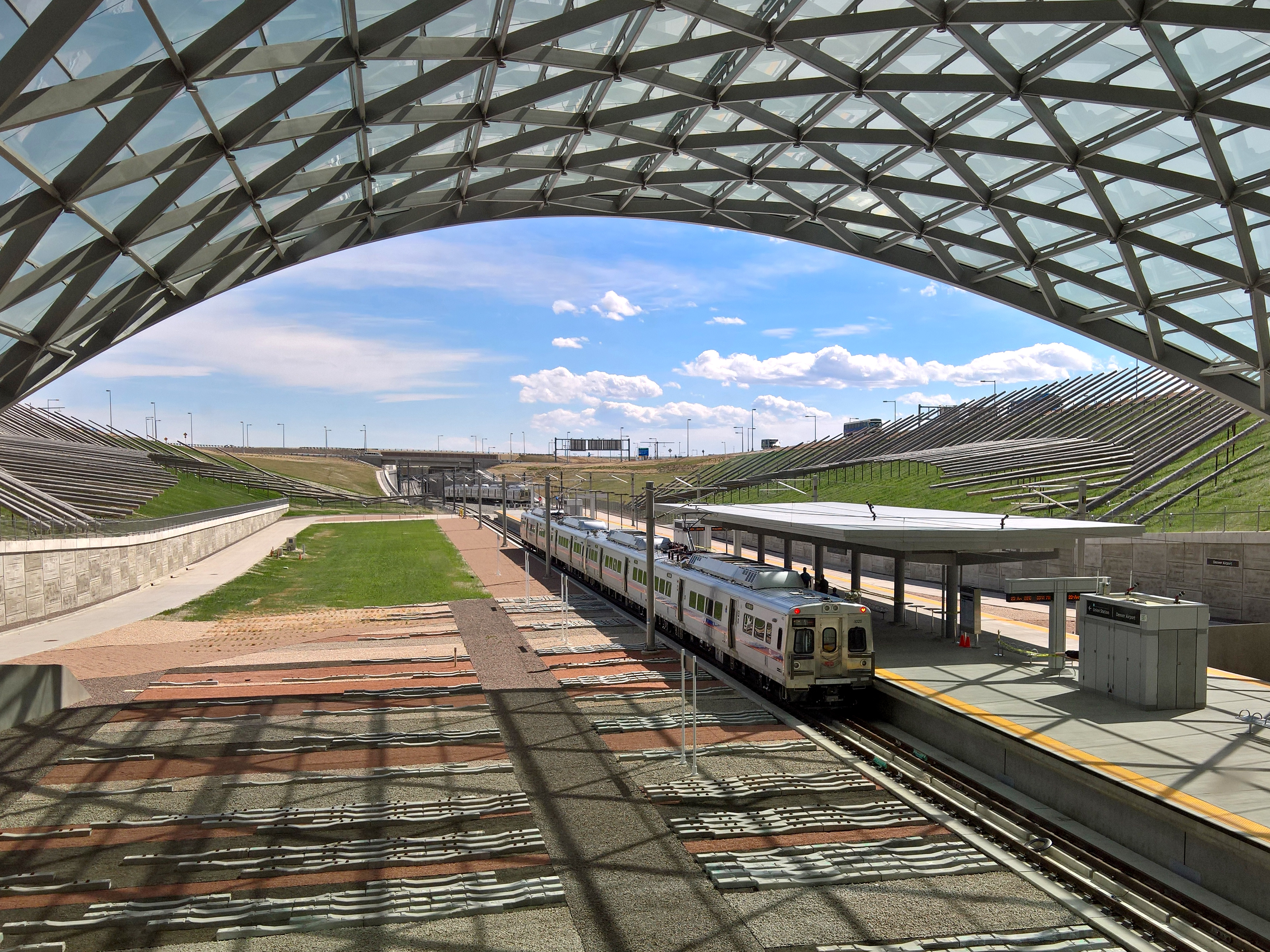
デンバー空港駅

最新の情報は、空港公式サイトを参照のこと
鉄道
デンバー地域交通局 A Line : ユニオン駅方面
2016年4月22日開業
バス
RTD SkyRide : Route AF(ダウンタウン方面、2016年4月23日まで運行）　ほか6路線を運行

## トピック
- 国際ターミナルは1934年、世界初の航空航法チャートを刊行し、現ジェプセン社を創立したエルレイ・ボーガ・ジェプセン（英語版）の功績に因み、「エルレイ・B・ジェプセン・ターミナル」と名付けられた。

- 陰謀論の世界では、デンバー空港は秘密結社イルミナティの本拠地とされている。空港ではこの噂を逆手に取り、フリーメイソンや異星人の侵略、レプティリアンによる陰謀説をユーモアを交えて扱ったキャンペーンを行なったことがある[8]。

- 2003年の猛烈な暴風雪では、冬に雪を積もったロッキー山脈を連想させるよう設計された特有の白いファブリックルーフのターミナルが、重量のある雪によって穴が開くという事故があった。

## 事故
- 2008年12月20日、離陸滑走中だったコンチネンタル航空1404便（ボーイング737-524）が強風のため滑走路を逸脱し、大破した。乗員乗客に死者はでなかったが、機体は全損扱いとなった。
- 2015年8月7日夕方、ボストン発ソルトレークシティー行きデルタ航空1889便（エアバスA320型機）が、激しい雷雨と雹に襲われたため当空港に緊急着陸した[9]。このうち乗客の1人が着陸後、病院へ搬送された。
- 2021年2月20日、ユナイテッド航空328便（ボーイング777-200）が離陸して間もなく右エンジンが故障し、当空港に引き返して緊急着陸した。部品が住宅地に落下したが、怪我人はいなかった。
- 2025年3月13日、コロラドスプリングス空港発ダラス・フォートワース国際空港行きのアメリカン航空1006便（ボーイング737-800）が緊急着陸。機体は着陸して停止後に出火するも、乗員乗客は脱出して全員無事[10]。